# Serge Feys
Serge Feys (Oostende, 3 oktober 1959) is een Belgisch toetsenist die deel uitmaakte van de Belgische muziekgroepen T.C. Matic en Noordkaap. 
In 2024 maakte Feys in het kader van het  Ensorjaar 2024 een voorstelling over schilder James Ensor.